# Großer Bärenberg
Der Große Bärenberg (im Volksmund meist nur Bärenberg genannt) ist mit 600,7 m ü. NHN der höchste Berg der Hinterhabichtswälder Kuppen und der zweithöchste des Habichtswälder Berglands und befindet sich im Naturpark Habichtswald bei Zierenberg im nordhessischen Landkreis Kassel.
Überregional bekannt ist der steil aufragende Berg als Standort des Aussichts- und Sendeturms Bärenbergturm mit hervorragender Aussichtsmöglichkeit.

## Geographie

### Lage
Der Große Bärenberg erhebt sich im Norden der Hinterhabichtswälder Kuppen im Naturpark Habichtswald. Sein Gipfel liegt 16,5 Kilometer (km; jeweils Luftlinie) nordwestlich der Innenstadt von Kassel. In der Habichtswälder Senke mit dem nach Norden fließenden Diemel-Zufluss Warme liegen 2,9 km nordöstlich des Berggipfels die Kernstadt von Zierenberg sowie – jeweils zur Gemeinde Habichtswald gehörend – 4,3 km südöstlich Ehlen und 5,4 km ostsüdöstlich Dörnberg. 3,2 km südsüdöstlich des Gipfels auf der Ostflanke des zu den Hinterhabichtswälder Kuppen zählenden Burghasunger Bergs der Zierenberger Ortsteil Burghasungen. 2,9 km südwestlich des Gipfels befindet sich Wenigenhasungen, 2,8 km südwestlich Altenhasungen im Tal des Twiste-Zuflusses Erpe, 4 km westlich bei der Quelle des Erpe-Zuflusses Dase Nothfelden, die alle zu Wolfhagen zählen. 3,4 km nordwestlich liegt an der Dase der zu Zierenberger Ortsteil Oberelsungen. Der Großteil des Bärenbergs gehört zum Stadtgebiet von Zierenberg und seine Süd- und Südwestflanke zu jenem von Wolfhagen.
Die anderen drei Höhenschwerpunkte des Habichtswalds befinden sich in 5,5 km östlicher (Hoher Dörnberg, 578,7 m, Dörnberg und Schreckenberge), 7,8 km südöstlicher (Hohes Gras, 614,8 m, Hoher Habichtswald) und 12,6 km südsüdöstlicher (Schwengeberg, 556,7 m, Langenberge) Entfernung.

### Naturräumliche Zuordnung
Der Große Bärenberg gehört in der naturräumlichen Haupteinheitengruppe Westhessisches Berg- und Senkenland (Nr. 34) und in der Haupteinheit Habichtswälder Bergland (342) zur Untereinheit Hinterhabichtswälder Kuppen (342.2). Nach Norden leitet die Landschaft zum Großen und Kleinen Gudenberg mit dem Nordende der Hinterhabichtswälder Kuppen über. Auf der Nord- und Ostflanke des Bergmassivs verläuft etwa entlang der Bundesautobahn 44 die Grenze zum Naturraum Zierenberger Grund (342.11), der mit dort fließender Warme zur Untereinheit Habichtswälder Senke (342.1) zählt. Im Süden setzen sich die Hinterhabichtswälder Kuppen über den Rohrberg fort. Nach Südwesten fällt die Landschaft in den Naturraum Altenhasunger Graben (341.33) mit der Erpe und nach Westen bis Nordwesten in den Naturraum Elsunger Senke (341.32) mit der Dase ab, die beide zur Untereinheit Wolfhager Hügelland (341.3) gehören.

### Berghöhe, Gipfel und Nachbarkuppen
Der Große Bärenberg ist 600,7 m hoch, was auf Karten einer Höhenangabe rund 50 bis 60 Meter (m) nordwestlich des Bärenbergturms zu entnehmen ist. Etwa 80 m nordnordwestlich des Turms befindet sich ein Trigonometrischer Punkt (598,7 m).
Zum Bärenbergmassiv gehören auch der 1,6 km nördlich des Hauptgipfels gelegene Große Gudenberg (568,7 m) mit der Burgruine Großer Gudenberg, und der 1,9 km nordnordöstlich befindliche Kleine Gudenberg (531,8 m) mit der Burgruine Kleiner Gudenberg sowie der kuppige Rohrberg (516,7 m), der 1,3 km südsüdöstlich auf Wolfhagener Gemarkung liegt. 3,3 km südlich liegt der Burghasunger Berg (479,7 m) und 6,2 km südlich der Wattenberg (516,2 m).

### Fließgewässer
Das Bärenbergmassiv wird, jeweils in etwa 3 km Entfernung zum Gipfel, östlich vom Diemel-Zufluss Warme, südwestlich vom Twiste-Zufluss Erpe und nordwestlich vom Erpe-Zufluss Dase passiert. Diese Fließgewässer werden von diversen kurzen Bächen gespeist, die unter anderem von den Hängen des Bergs kommen. Hierbei stellt das Bergmassiv einen Teil der Wasserscheide zwischen der Twiste im Westen und der Warme im Osten dar. Das Wasser all dieser Fließgewässer verläuft letztlich dem in 15 km nördlicher Entfernung etwa in West-Ost-Richtung verlaufenden Weser-Zufluss Diemel zu.

## Schutzgebiete
Auf der Westflanke des Großen Bärenbergs liegt das Naturschutzgebiet Hute vor dem Bärenberg (CDDA-Nr. 163835; 1990 ausgewiesen; 33,6 ha groß). Dieses wiederum gehört zum mehrteiligen Fauna-Flora-Habitat-Gebiet Wälder bei Zierenberg (FFH-Nr. 4621-306; 1513,78 km²), von dem zwei weitere Teile auf dem Rohrberg liegen, dem südsüdöstlichen Ausläufer des Großen Bärenbergs.
Früher lagen auf dem Berg Teile des im März 2008 aufgelösten Landschaftsschutzgebiets Naturpark Habichtswald (CDDA-Nr. 329167; 1968), das nicht mit dem Naturpark Habichtswald verwechselt werden sollte und etwa um die Flächen aller in diesem Naturpark gelegenen Ortschaften und deren Randgebiete kleiner als der Park war.

## Bärenbergturm

Aussichtsturm (bis 1999)

Auf der Kuppe des Großen Bärenbergs steht, wenige Meter ostsüdöstlich seines Gipfels, der Bärenbergturm (⊙), ein Aussichtsturm mit Sendeanlage:

### Aussichtsturm

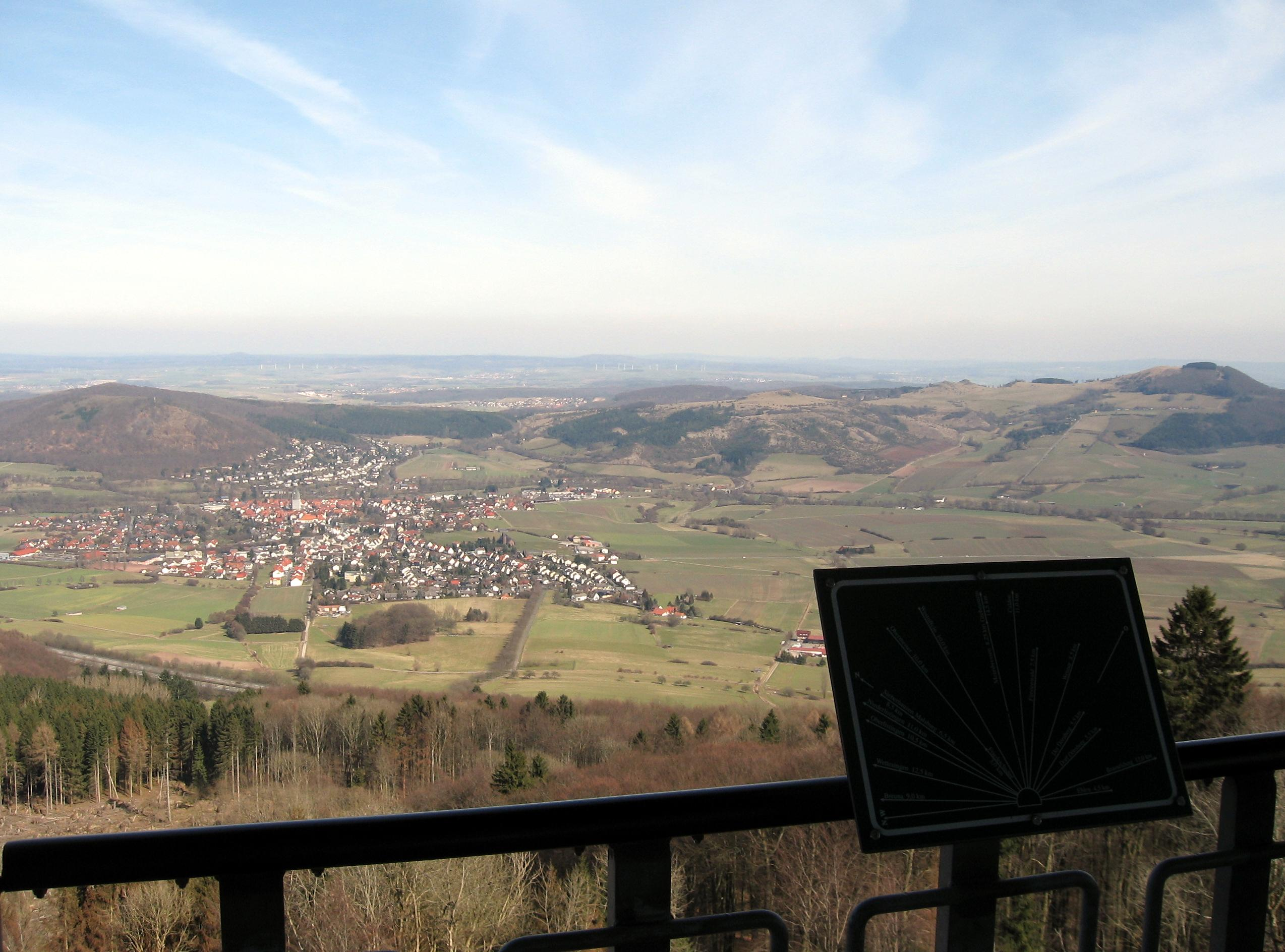
Blick vom Bärenbergturm auf Zierenberg mit Hohem Dörnberg (rechts) und Großem Schreckenberg (links; mit Schreckenbergturm)

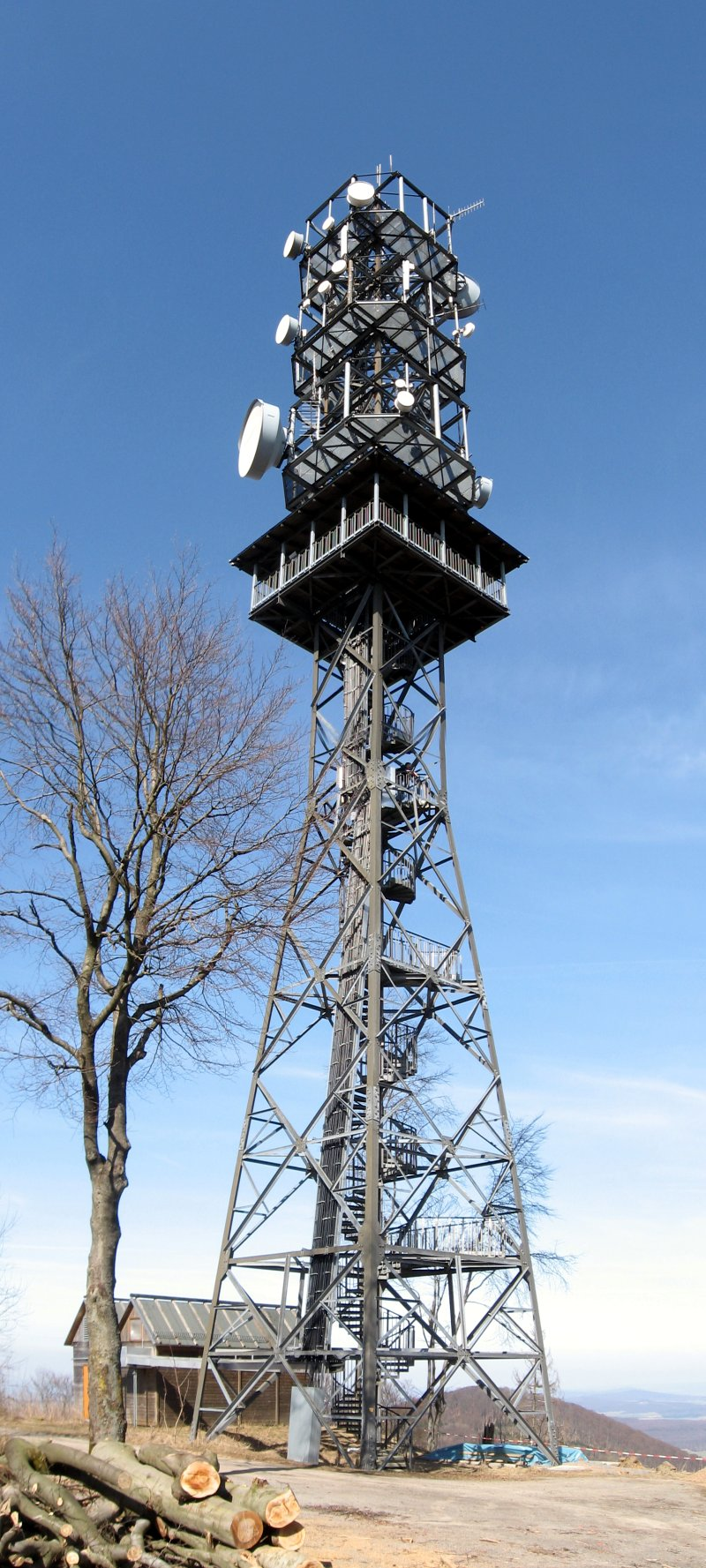
Neuer Bärenbergturm mit Aussichtsplattform und Sendeanlagen

Bereits Anfang der 1970er Jahre wurde auf dem Großen Bärenberg ein 30 m hoher Aussichtsturm errichtet, von dem man anfangs über die Baumkronen hinweg sehen konnte und auf dem später Antennen installiert wurden. Seine viereckige Konstruktion begann zu rosten und schließlich wurde der Turm abgebrochen.
Etwa 60 m südöstlich der höchsten Stelle des Großen Bärenbergs wurde im Frühjahr 1999 der neue 54,78 m hohe Bärenbergturm, ein moderner Aussichtsturm mit Sendeanlage (siehe unten), als Stahlfachwerkkonstruktion fertiggestellt. Er steht etwas unterhalb der 600-m-Höhenlinie.
Von seiner bei 29 m Turmhöhe befindlichen Aussichtsplattform (mit Holzfußboden) bietet sich bei guten Sichtverhältnissen ein umfassender Panoramablick. Dann sind etwa im Uhrzeigersinn unter anderem diese Ziele zu erkennen – mit Entfernung in Kilometern (km) (Luftlinie) und Höhe in Meter (m) über Normalhöhennull (NHN):
| Nordseite: - Großer Gudenberg (1,6 km; 568,7 m) - Lipper Bergland - Köterberg (56 km; 495,8 m) - Solling - Große Blöße (53 km; 527,8 m) Ostseite: - Zierenberg (2,9 km; Kernstadt) - Reinhardswald - Staufenberg (26,8 km; 472,2 m) - Gahrenberg (23,5 km; 472,1 m) - Harz - Brocken (106 km; 1141,2 m) - Dransfelder Stadtwald - Hoher Hagen (37,2 km; 492,5 m) - Kleiner Schreckenberg (4,9 km; 474,7 m) - Hoher Dörnberg (5,5 km; 578,7 m) - Kaufunger Wald - Bilstein (37 km; 641,2 m) - Hoher Meißner - Kasseler Kuppe (43,8 km; 753,6 m) - Dörnberg (5,4 km; Dorf) - Hoher Habichtswald - Essigberg (6,8 km; 597,5 m) - Hohes Gras (7,8 km; 614,8 m) - Ehlen (4,3 km; Dorf) - Stölzinger Gebirge - Alheimer (47,8 km; 548,7 m) - Hoofer Pforte und Langenberg/e - Burgberg (8,9 km; 499,9 m) - Schwengeberg (12,6 km; 556,7 m) | Südseite: - Knüll - Eisenberg (54,6 km; 635,5 m) - Burghasungen (3,2 km; Dorf) - Burghasunger Berg (3,3 km; 479,7 m) - Oelshausen (4,3 km; Dorf) - Wattenberg (6,2 km; 516,2 m) Westseite: - Kellerwald - Wüstegarten (39,5 km; 675,3 m) - Hohes Lohr (40,2 km; 656,7 m) - Traddelkopf (31,8 km; 626,4 m) - Istha (6 km; Dorf) - Wenigenhasungen (2,9 km; Dorf) - Isthaberg (5,1 km; 523,1 m) - Weidelsberg (12,3 km; 492,3 m) - Rothaargebirge (Süden) - Sackpfeife (67,5 km; 673,3 m) - Altenhasungen (2,8 km; Dorf) - Ofenberg (6 km; 372,5 m) - Wolfhagen (7,6 km; Kernstadt) - Nothfelden (4 km; Dorf) - Oberelsungen (3,4 km; Dorf) - Rothaargebirge (Norden) - Ziegenhelle (57,4 km; 815,9 m) - Hopperkopf (48 km; 832,3 m) - Langenberg (50 km; 843,2 m) - Eggegebirge - Preußische Velmerstot (58 km; 468 m) - Warburger Börde - Desenberg (17,2 km; 343,6 m) |

### Sendeanlage
Die Sendeanlage auf dem Bärnbergturm wurde bei dessen Bau im Jahr 1999 für Ausstrahlung von Packet Radio mit acht Richtantennen auf der Antennenplattform auf 43,5 m Höhe und zwei Rundstrahlern auf 53 m Höhe installiert.

## Kyrill
Am 18. und 19. Januar 2007 zog der Orkan Kyrill unter anderem durch Deutschland und hinterließ insbesondere im vormals dicht bewaldeten Kuppenbereich des Großen Bärenbergs große Schäden. Während dabei der dortige Baumbestand fast vollständig vernichtet wurde, entstand an Turm und Antennen kein Schaden.

## Chattensteine
Auf der Ostflanke des Bärenbergmassivs – unterhalb der Autobahn bzw. oberhalb von Zierenberg – befinden sich auf dem waldlosen Teil des Berghangs im Bereich der 340-m-Höhenlinie die Chattensteine (auch Schattensteine genannt), eine als Naturdenkmal ausgewiesene Basaltfelsformation. Dort befand sich vermutlich eine Kultstätte des germanischen Volksstamms Chatten, der zum Beispiel im Bereich des heutigen Nordhessen siedelte; aus dem Namen Chatten wurde später Hessen. Unmittelbar nordöstlich davon steht ein Sendeturm.

## Wüstungen
Ebenfalls auf der Ostflanke des Bärenbergmassivs – unterhalb der Autobahn – liegen am Berghang drei Wüstungen: etwas nordwestlich von Zierenberg die Wüstung Geriksen, westlich des Orts die Wüstung Hilboldsen und nordöstlich seines Südausläufers Rohrberg (516,7 m) bzw. oberhalb vom Gut Bodenhausen die Wüstung Rohrbach.

## Verkehrsanbindung und Wandern
Auf der Ostflanke des Bärenbergmassivs verläuft zwischen den Anschlussstellen Breuna im Nordwesten und Zierenberg im Südsüdosten die Bundesautobahn 44, von deren Ausfahrten mehrere Landesstraßen die rund um das Massiv gelegenen Ortschaften miteinander verbinden. Von diesen Straßen zweigen mancherorts Nebenstraßen zu Parkplätzen am Berg ab, von denen auf Waldwegen oftmals steil hinauf führend zum Beispiel zum Bärenbergturm oder zu den beiden Gudenbergen gewandert werden kann. Über die Südflanke des Großen Bärenbergs führt in Ost-West-Richtung zwischen den Dörfern Dörnberg und Altenhasungen ein Stück des Wanderwegs Studentenpfad. Über den unteren Teil der Ostflanke des Massivs verläuft – unterhalb der Autobahn – der Nebenweg der Etappen 27 bis 29 des Märchenlandwegs. Nördlich um das Massiv herum führt der Abschnitt Zierenberg–Oberelsungen–Altenhasungen der Bahnstrecke Volkmarsen–Vellmar-Obervellmar.